# Linus Hallenius
Linus Hallenius (Sundsvall, 1 april 1989) is een Zweeds voetballer die doorgaans als aanvaller speelt. 

## Carrière
Hallenius brak door bij GIF Sundsvall in de Superettan. Na een tweede plaats in 2007 speelde hij met zijn ploeg in het seizoen 2008 in de Allsvenskan maar degradeerde ook weer. In juli 2009 tekende hij een contract voor drieënhalf jaar bij Hammarby IF waarmee hij een paar maanden later uit de Allsvenskan degradeerde. In het seizoen 2010 werd Hallenius met 18 doelpunten topscorer van de Superettan en zijn doelpunt, de 2-0 in de thuiswedstrijd tegen Syrianska FC die op de goal van Marco van Basten in de finale van het Europees kampioenschap voetbal 1988 leek, eindigde bij de FIFA Ferenc Puskás Award voor mooiste doelpunt van het jaar op een tweede plaats. Met zijn club werd hij echter teleurstellend achtste maar bereikte wel de finale om de Svenska Cupen.
Op 1 september 2010 werd Hallenius gecontracteerd door de Italiaanse Serie A-club Genoa CFC en zijn contract ging per januari 2011 in. Daar kwam hij echter niet aan bod en hij werd in februari 2011 verhuurd aan het Zwitserse FC Lugano en in het seizoen 2011/12 aan Padova dat uitkwam in de Serie B. In het seizoen 2012/13 kwam hij tot één optreden voor Genoa in de Serie A.
In het seizoen 2013/14 speelde Hallenius wederom in Zwitserland, nu voor FC Aarau. Hierna keerde hij terug naar Zweden waar hij achtereenvolgens uitkwam voor Hammarby IF (2014/15), Helsingborgs IF (2016) en GIF Sundsvall (2017/19). Medio 2019 ging Hallenius naar APOEL FC op Cyprus. Hij won met de club de Cypriotische Supercup. In 2020 keerde hij terug naar Zweden bij IFK Norrköping. In 2021 ging hij naar GIF Sundsvall. 
Hallenius was Zweeds jeugdinternational.